# Brníčko
Brníčko (deutsch Brünnles) ist eine Gemeinde in Tschechien. Sie liegt acht Kilometer südlich von Šumperk und gehört zum Okres Šumperk.

## Geographie
Brníčko befindet sich am Bach Loučka am Fuße der Burgruine Brníčko in der Úsovská vrchovina (Ausseer Hügelland). Westlich erhebt sich die Markovice (Hoher Steinberg, 475 m), östlich die Šebená (Oberer Berg, 476 m) und im Süden Velká Polanka (Pollankaberg, 508 m), Bílý kámen (Weißer Steinberg, 588 m) und Trlina (523 m).
Nachbarorte sind Dolní Studénky im Norden, Dlouhomilov im Nordosten, Benkov und Strupšín im Osten, Rohle und Janoslavice im Südosten, Hrabová und Vitošov im Süden, Leština und Lesnice im Südwesten, Kopanice, Nový Dvůr und Kolšov im Westen sowie Sudkov im Nordwesten.

## Geschichte

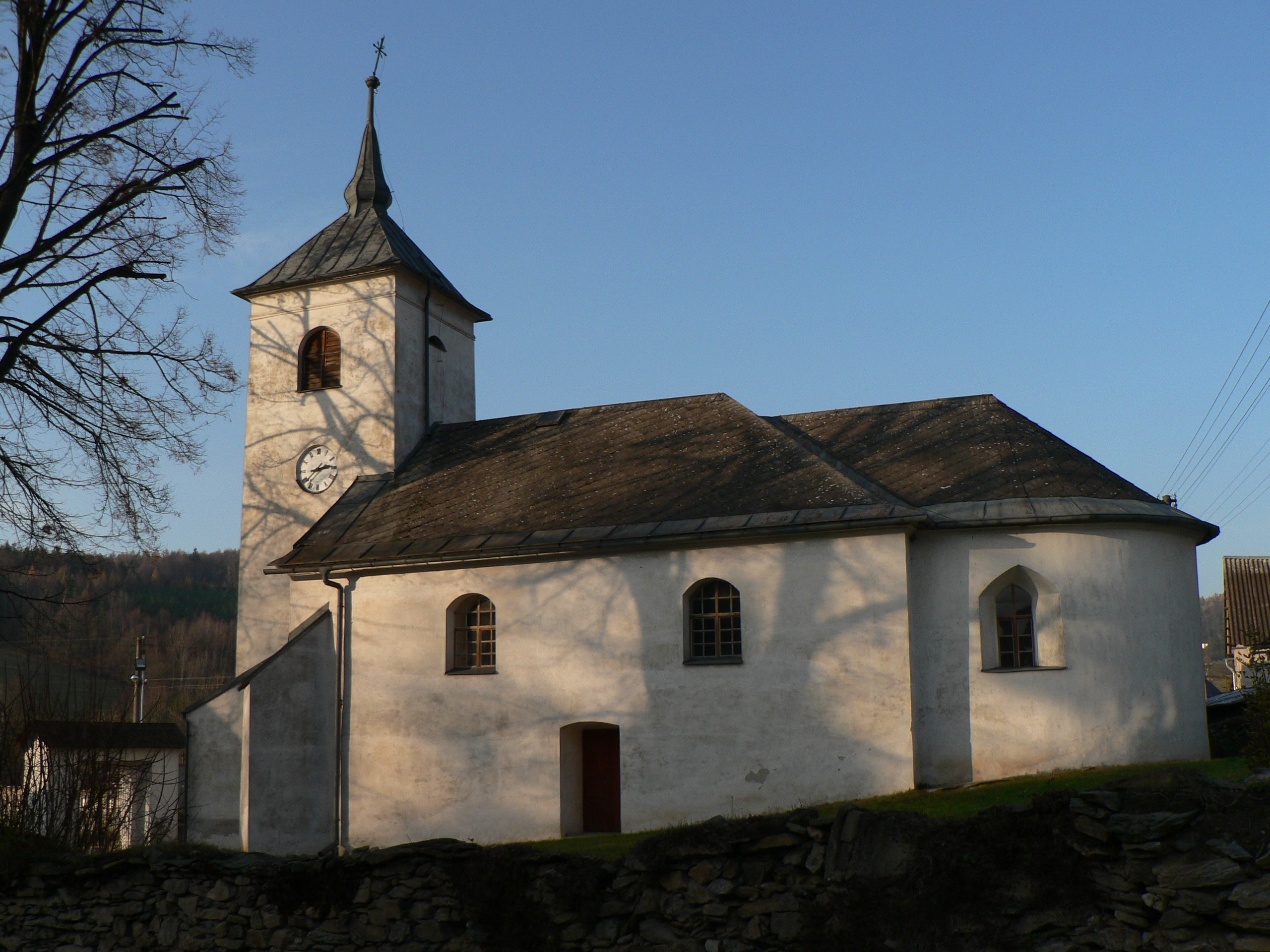
Kirche Mariä Wiegenfest

In der zweiten Hälfte des 13. Jahrhunderts entstanden am Loučkabach die beiden Dörfer Brníčko und Sluhoňov. Anhand der Bauausführung des Presbyteriums muss auch die Kirche von Brníčko zu dieser Zeit errichtet worden sein. Bei der ersten schriftlichen Erwähnung, die 1350 zusammen mit der Burg Brníčko erfolgte, wurde Brníčko bereits als ein Städtchen bezeichnet, das das wirtschaftliche Zentrum der aus der Herrschaft Dubicko entstandenen Herrschaft Brníčko bildete. Besitzer der Herrschaft waren die Otaslavice von Brníčko, die Hecht von Slavoňov, die Valdiken von Schönwald und ab 1434 die Tunkl von Brníčko. 1442 erwarben die Tunkl auch Hohenstadt und nannten sich Tunkl von Hohenstadt. Unter Johann Tunkl kam 1464 noch die Herrschaft Hochstein hinzu und er vereinigte die drei Herrschaften zu einer. Die während der böhmisch-ungarischen Kämpfe um die Böhmische Krone 1471 eroberte und beschädigte Burg diente zwar weiter als Herrensitz, Hauptsitz der Herrschaft war jedoch Hohenstadt geworden. Nach dem Tode Johann Tunkls erbten 1484 dessen Söhne Johann der Jüngere und Georg der Ältere die Herrschaft gemeinschaftlich. Georg nahm seinen Sitz in Hohenstadt und Johann in Brünnles. Wenig später wurde die Burg aufgegeben und 1490 ist sie in der Brünner Landtafeln nicht mehr als Herrschaftssitz aufgeführt. 1494 kam es zum ersten in Mähren nachweisbaren Aufstand gegen die Obrigkeit. Wegen der hohen Fronlasten beim Bau der Hohenstädter Teiche überfielen revoltierende Untertanen Georg den Älteren Tunkl und verletzten ihn tödlich.
1585 sind im Urbar für das Städtchen Brníčko 10 Anwesen genannt. Daneben bestanden noch die Dörfer Brné mit ebenfalls 10 und Sluhoňov mit 6 Wirtschaften. Diese waren den Untertanen durch die Herren von Boskowitz vom Heimfall befreit und erblich übertragen worden. Nach der Schlacht am Weißen Berg wurde die Ladislav Velen von Zerotein gehörige Herrschaft Hohenstadt 1622 konfisziert und an Karl von Liechtenstein übergeben. Nach dem Dreißigjährigen Krieg verschmolz das Städtchen Brníčko mit Brné und Sluhoňov zu einem Dorf, dessen Bewohner von der Landwirtschaft und der Forstarbeit in den Wäldern der Liechtensteiner lebten. Zum Ende des 18. Jahrhunderts bestand Brníčko aus 50 Häusern und hatte 345 Einwohner. 1834 lebten in den 71 Häusern des Dorfes 600 Menschen. In Heimarbeit wurde Leinweberei betrieben und Flachs gesponnen. Außerdem begann in den 1830er Jahren der Abbau von Eisenerz, das zu den Hütten von Zöptau und Blansko geliefert wurde.
Nach der Aufhebung der Patrimonialherrschaften bildete Brünnles / Brníčko mit dem Ortsteil Unterbrünnles ab 1850 eine Gemeinde im Bezirk Hohenstadt. 1910 standen in Brünnles 114 Wohnhäuser mit 852 Bewohnern. 1930 hatte das Dorf 819 Einwohner. Im Jahre 1933 errichtete František Lukas an der Loučka ein Schwimmbad.
Nach dem Münchner Abkommen wurde das Dorf 1938 dem Deutschen Reich angeschlossen und gehörte bis 1945 zum Landkreis Hohenstadt. 1939 hatte sich die Einwohnerzahl gegenüber 1930 nicht geändert. Während der Zeit des Nationalsozialismus schloss sich ein Teil der Einwohner dem Widerstand an, dies erfolgte teils durch Emigration und Dienst bei der Tschechoslowakischen Exilarmee oder durch Unterstützung der Widerstandsgruppen in Nordmähren.
Nach dem Zweiten Weltkrieg wurden die Güter der Liechtensteiner konfisziert. Nach der Machtübernahme der Kommunisten begann im Februar 1948 die Verfolgung mehrerer ehemaliger Angehöriger der Auslandsarmee. Dabei wurde der General Karel Lukas in Pankrác zu Tode geprügelt und weitere ehemalige Widerstandskämpfer zu langen Haftstrafen verurteilt. Zum Ende des Jahres 1960 wurde der Okres Zábřeh aufgelöst und die Gemeinde dem Okres Šumperk zugeordnet. 1976 wurde Strupšín eingemeindet. Brníčko bestand 1991 aus 221 Wohnhäusern mit 605 Bewohnern sowie 21 Ferienhäusern.

## Gemeindegliederung
Die Gemeinde Brníčko besteht aus den Ortsteilen Brníčko (Brünnles) und Strupšín (Strupschein) sowie der Ortslage Dolní Brníčko (Unterbrünnles).

## Sehenswürdigkeiten

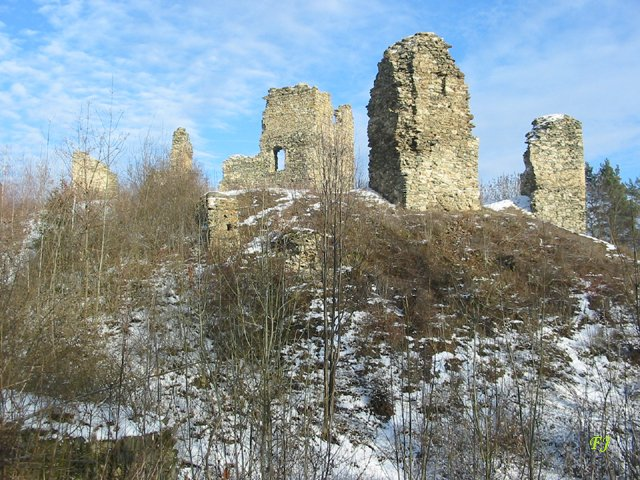
Die Ruine der gotischen Burg Brníčko

- Ruine der gotischen Burg Brníčko auf dem 403 m hohen Hügel Hradní kopec östlich über dem Dorf; die wahrscheinlich in der 2. Hälfte des 13. und 1. Hälfte des 14. Jahrhunderts von den Herren von Otaslavice erbaute Anlage wurde erstmals 1356 in der Landtafel eingeschrieben. Ab 1387 gehörte sie Bernhard Hecht von Slavoňov, später den Vladiken von Schönwald und ab 1434 Johann Tunkl [Dunckel] von Drahanowitz, der sich nach der Burg als Tunkl von Brníčko benannte. 1471 wurde die Burg von Anhängern des ungarischen Königs Matthias Corvinus eingenommen. Nachfolgend wurde die beschädigte Burg nicht mehr als herrschaftlicher Sitz genutzt und verfiel. Seit 1513 wurde sie als wüst bezeichnet.
- Kirche Mariä Wiegenfest, spätromanischer Bau aus dem 13. Jahrhundert
- Ehemaliges Erbgericht

## Söhne und Töchter des Ortes
- Karel Lukas (1897–1949), tschechoslowakischer General und Militärattaché der Londoner Exilregierung. Lukas wurde 1949 von der Státní bezpečnost im Gefängnis Pankrác zu Tode gefoltert. 1990 wurde der posthum zum Generalmajor befördert und erhielt die ihm von den Kommunisten aberkannte Ehrenbürgerwürde von Zábřeh zurück